# 德國總理府 (1871年—1945年)
帝國總理府（德語：Reichskanzlei）又譯為柏林總理官邸，是德意志国1878年至1945年間總理的辦公處所。

## 舊總理府
1869年普魯士邦政府已收購位於柏林威廉大街77號的洛可可式安東尼·拉齊維烏（Antoni Radziwiłł）王子宮殿，即前舒倫堡宮（Palais Schulenburg）。從1875年官方進行翻修工程使其成為總理府。1878年7月柏林會議及1884年剛果會議的舉辦地點。
在威瑪時期，總理府被已現代風格建築擴建，於1930年完工。當1932年至1933年，在同條大街73號的總統府整修時，也被拿來當作興登堡總統的住所，在1933年1月30日任命希特勒為總理。希特勒內閣在府邸舉辦了多次會議。1935年時，建築師保羅·特魯斯特（Paul Troost）及李昂哈特·高爾（Leonhard Gall）重新設計內部裝飾以作為希特勒的住所，增加溫室及防彈的地窖，從1936年持續擴建，並起名為元首地堡。
舊總理府在二戰期間受空襲毀損，至柏林戰役幾乎被摧毀殆盡，但其殘跡至1950年尚未清除。

## 新總理府
1938年7月下旬，希特勒正式指定建築師阿爾貝特·斯佩爾建立一新總理府於沃斯大街的一側到與威廉大街的交叉口，並要求一年內完成。希特勒評論俾斯麥啟用的舊總理府只適合肥皂公司，不適合作為大德意志國的總部。儘管如此，其仍為正式住所，當時也正在進行翻修，供希特勒所住的私人樓層也被稱作元首寓所（Führer apartment）。新舊總理府共同擁有一個大中庭，在其底下即為元首地堡，希特勒從1945年至其自殺時居住於該處。斯佩爾在其自傳中說明其新總理府的總設過程，包含清理、設計、建立、裝設，費時不足一年。但事實上，在1935年就完成初步規劃和設計工作。另外用來建設新府邸預定地的沃斯大街2號也遲至1937年就清理完畢。
希特勒指定沃斯大街的北側，並要求斯佩爾建立「使民眾印象深刻」的高大外牆及大廳。希特勒並未限定建設花費的開支。要求在明年的一月前完成以期新總理府舉辦外交接待會。超過四千名工人輪班，以二十四小時日以繼夜。該巨大建設較預定已提早48小時，該計畫使斯佩爾獲得好組織者的名聲，並受到希特勒的喜愛，在之後被任命裝備與軍火部長及戰時義務勞動負責人。建設成本最後超過九千萬馬克，超過今日的10億美元。
新總理府在柏林戰役受損嚴重，在戰後被蘇軍摧毀。而其西半部則位於柏林圍牆的「死亡地帶」，在1980年代才有公寓建築及幼兒園。

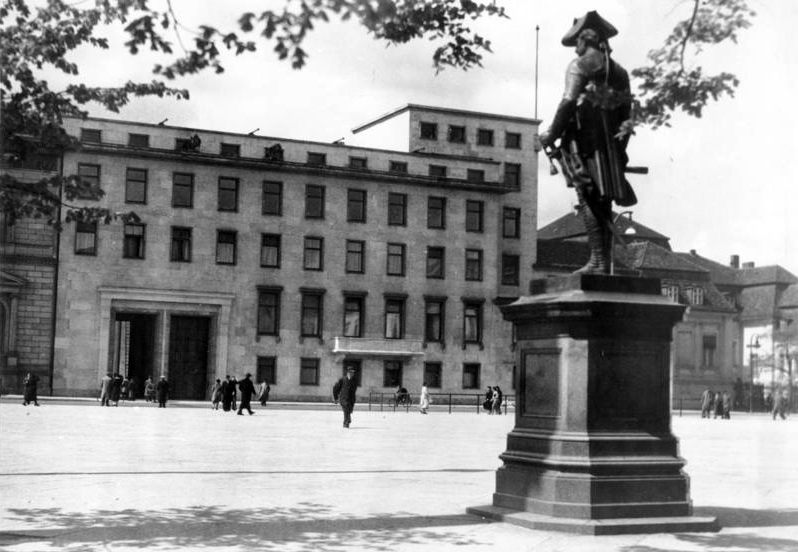
1939年於旁側所建立的新總理府，雕塑為腓特烈大帝
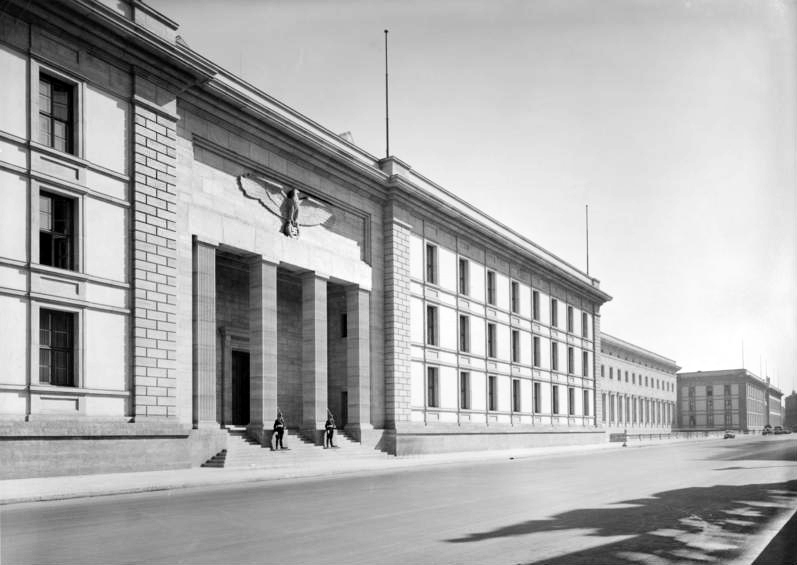
1939年時位於人民大街的新總理府
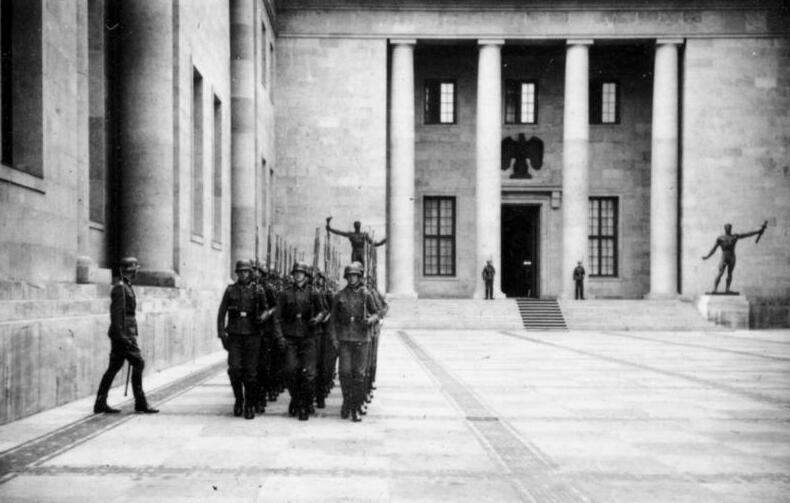
新總理府中庭
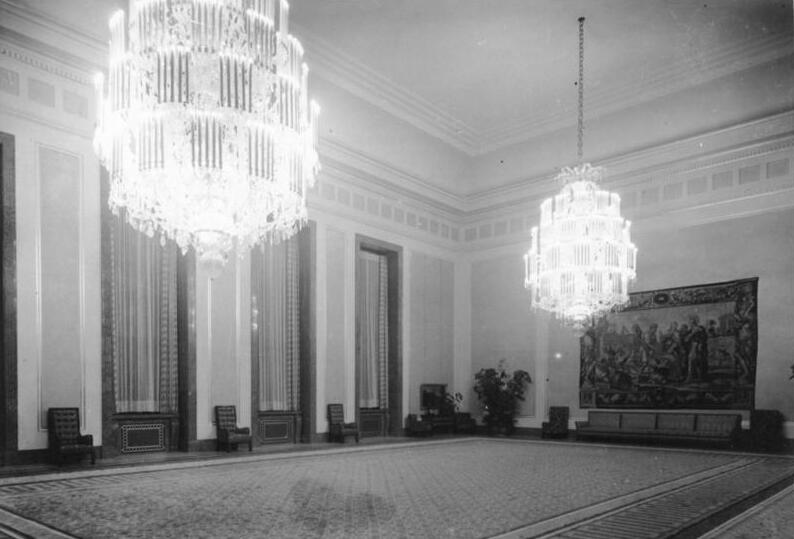
新總理府內飾
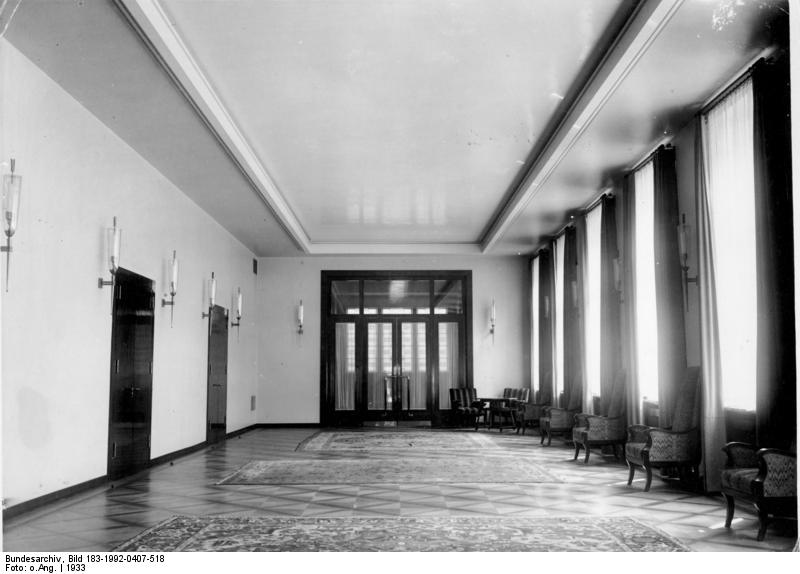
新總理府內飾
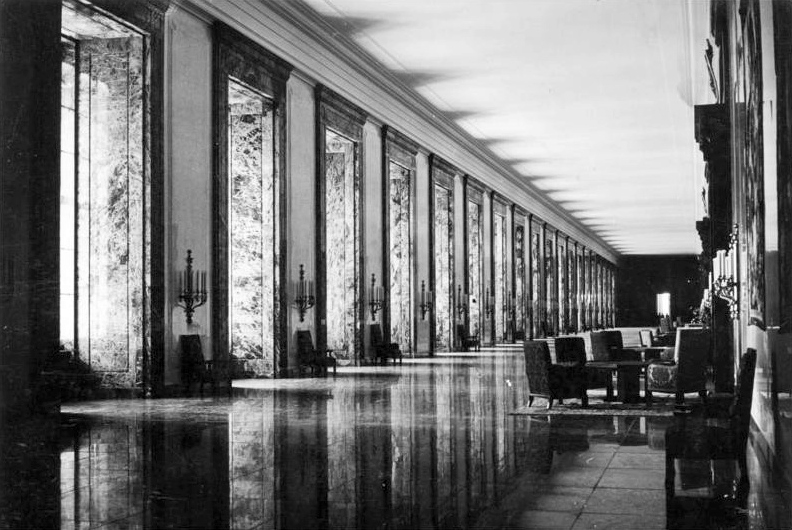
新總理府的走廊
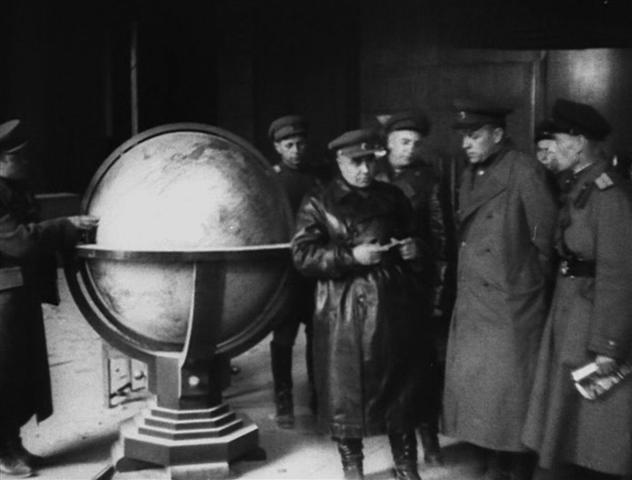
總理府內著名的國家和工業領袖的哥倫布地球儀
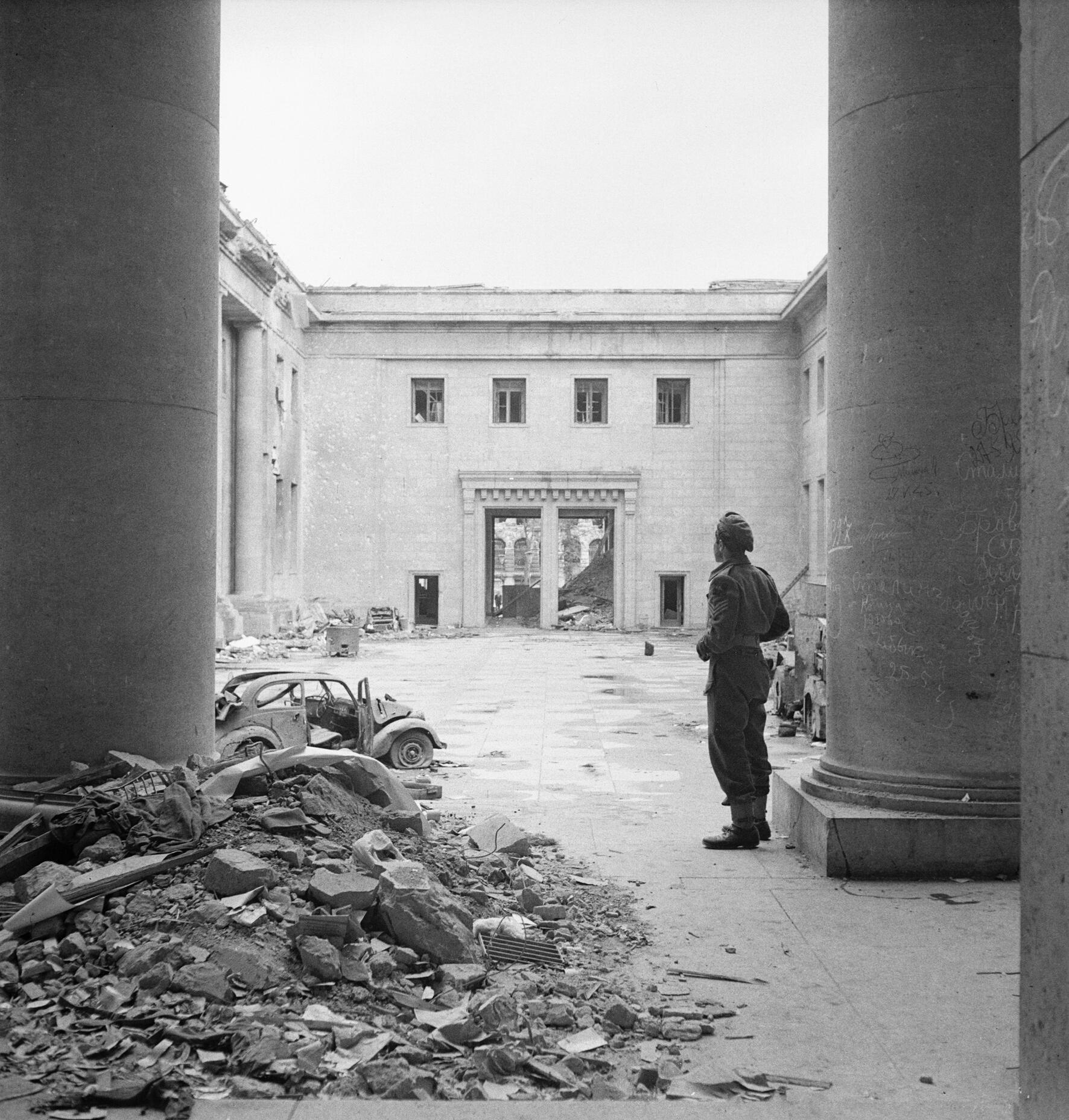
柏林戰役後的新總理府
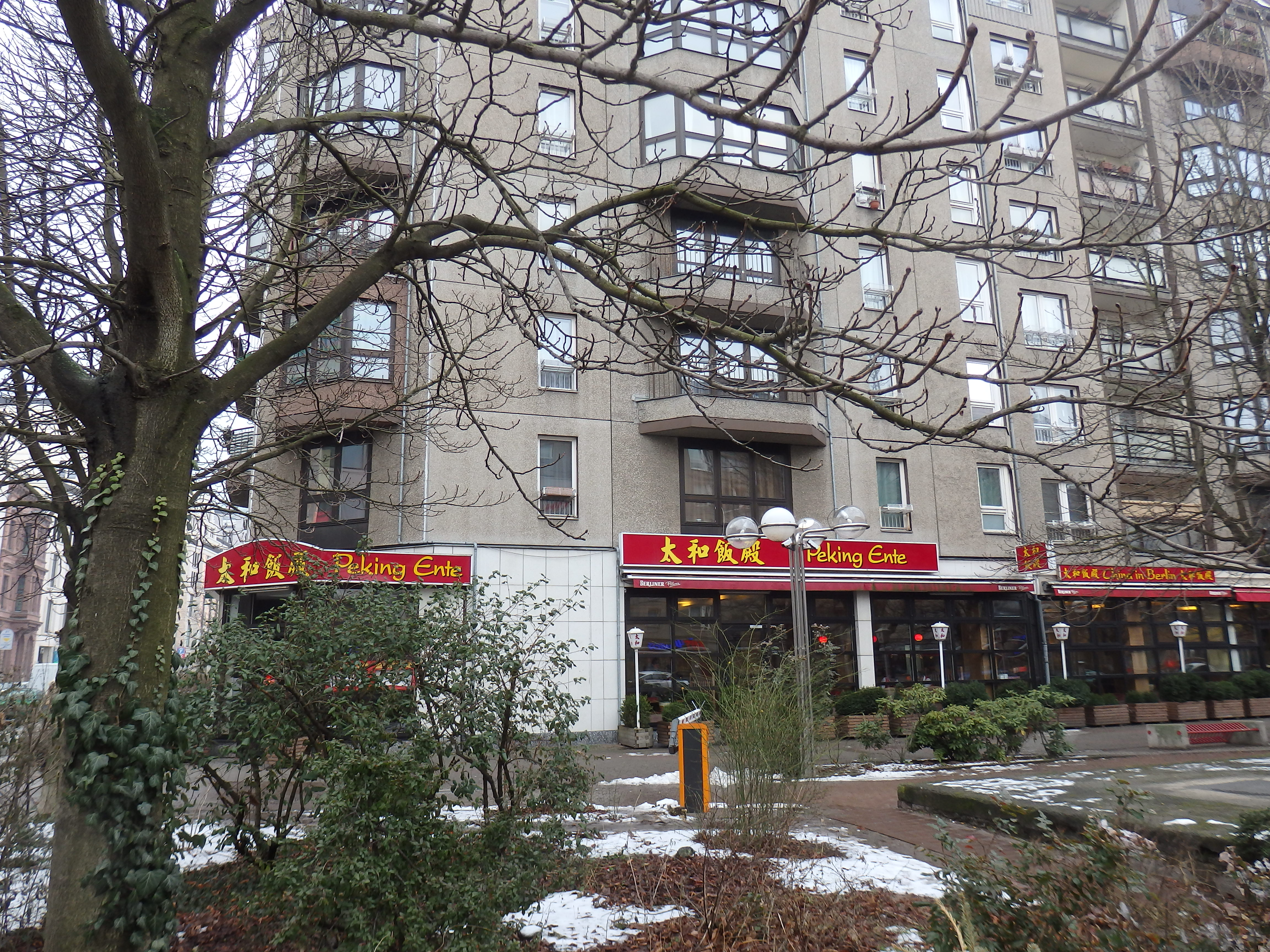
帝國總理府的位置如今被公寓和一家中餐館佔據

## 延伸閱讀
- Lehrer, Steven. . McFarland. 2006: 214  [2011-03-11]. ISBN 0786423935. （原始内容存档于2022-01-03）.
- Lehrer, Steven. . McFarland. 2002: 224  [2011-03-11]. ISBN 0786410450. （原始内容存档于2011-07-22）.
- Taylor, Blaine. . 2007.
- Cowdery, Ray and Josephine. .
- Schönberger, Angela. . Berlin: Berlin: Gebr. Mann. 1981.
- Scobie, Alex. . University Park and London: Pennsylvania State University Press. 1990.
- Taylor, Robert. . Berkeley: University of California Press. 1974.
- Speer, Albert. . München: Eher Verlag. 1940.
- Neubauer, Christoph. . Frankfurt (Oder): Flashback Medienverlag. 2010  [2011-03-11]. ISBN 978-3-9813977-0-3. （原始内容存档于2011-03-20）.

## 文件
- Ruins of the Reich DVD R.J. Adams  (Third Reich architecture ruins)

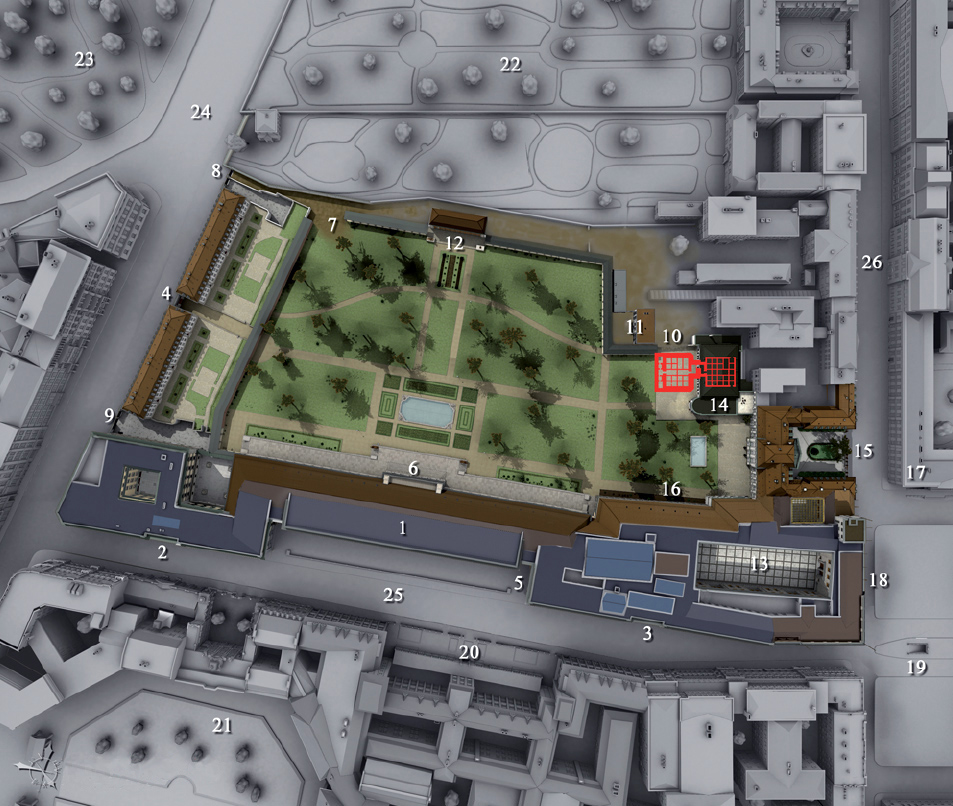
15：舊總理府
1：新總理府
10：元首地堡

- "Hitlers Berlin 3D - Die Reichskanzlei Interaktiv DVD. Flashback Medien UG, 978-3-9813977-4-1 (Computer Animation of the Reich Chancellery).
- ""Albert Speer's New Reich Chancellery" （页面存档备份，存于） DVD

25fps-filmproduction GmbH & Co. KG (3D Computer Animation "Construction History and Street Facades" and "Garden Facades and Court of Honor")

## 外部連結
- Photographs of the Reich Chancellery （页面存档备份，存于）
- The Bunkers of the Reich Chancellery and Führer Bunker
- Website with photographs of the Reich Chancellery
- Website of the German History Museum with photographs and information Archive.today的存檔，存档日期2012-12-16
- Photographs of the Reich Chancellery （页面存档备份，存于）

52°30′42″N 13°22′55″E / 52.51167°N 13.38194°E